# Edukacja w Bydgoszczy
Edukacja w Bydgoszczy – w 2011 roku do bydgoskich szkół szczebla podstawowego i średniego uczęszczało 40,5 tysiąca uczniów. Miasto Bydgoszcz prowadziło w tym czasie 121 samodzielnych szkół, placówek oraz szkół zorganizowanych w zespoły. Ponad 5 tysięcy dzieci spędza czas w miejskich przedszkolach.
Sieć placówek wychowania przedszkolnego obejmowała 31 samodzielnych jednostek. Szkolnictwo podstawowe i gimnazjalne to odpowiednio: 46 i 47 samodzielnych i zorganizowanych w zespoły szkół. Poziom ponadgimnazjalny tworzyła struktura 31 jednostek, w ramach której działało: 21 liceów ogólnokształcących, 4 uzupełniające licea ogólnokształcące, 16 zasadniczych szkół zawodowych, 26 techników, 24 technika uzupełniające, 15 liceów profilowanych i 12 szkół policealnych.
Na początku 2017 w Bydgoszczy funkcjonowało 47 szkół podstawowych (19 samodzielnych i 28 w zespołach szkół); 47 gimnazjów (11 samodzielnych i 36 w zespołach) oraz 51 szkół ponadgimnazjalnych (16 liceów, 21 techników, 14 zasadniczych szkół zawodowych, 8 szkół policealnych). Rozpoczęta w 2017 reforma oświaty, przewidująca likwidację gimnazjów do 2019, dotknie 37 tys. uczniów i 4,5 tys. nauczycieli.
Obok sieci placówek edukacyjnych prowadzonych przez miasto Bydgoszcz, istnieje również szeroko rozbudowane szkolnictwo niepubliczne.

## Szkolnictwo wyższe
W 2010 roku w Bydgoszczy studiowało ponad 44 tysiące studentów, a sieć szkół wyższych obejmowała 16 jednostek, w tym 9 uczelni (4 publiczne i 5 niepublicznych), 3 uczelnie teologiczne oraz 4 wydziały zamiejscowe uczelni publicznych i niepublicznych z Poznania, Torunia i Łodzi. Dodatkowo funkcjonowały dwa Nauczycielskie Kolegia Języków Obcych, które oferowały dyplomy uczelni patronackich (Uniwersytet Poznański, Warszawski i Gdański).

## Edukacja podstawowa
- Przedszkola i oddziały przedszkolne przy szkołach podstawowych[3]: 105; dzieci: 9972
- Szkoły podstawowe: 56; uczniowie SP: 17 246
- Gimnazja (zlikwidowane w 2019): 62; uczniowie w gimnazjach: 10 643

## Edukacja ponadpodstawowa
- Licea ogólnokształcące: 18; uczniowie w LO[3]: 6306
  - I Liceum Ogólnokształcące im. Cypriana Kamila Norwida w Bydgoszczy
  - II Liceum Ogólnokształcące im. Mikołaja Kopernika w Bydgoszczy
  - III Liceum Ogólnokształcące im. Adama Mickiewicza w Bydgoszczy
  - IV Liceum Ogólnokształcące im. Kazimierza Wielkiego w Bydgoszczy
  - V Liceum Ogólnokształcące im. Ignacego Jana Paderewskiego w Bydgoszczy
  - VI Liceum Ogólnokształcące im. Jana i Jędrzeja Śniadeckich w Bydgoszczy
  - VII Liceum Ogólnokształcące im. Janusza Kusocińskiego w Bydgoszczy
  - VIII Liceum Ogólnokształcące (powstałe na bazie Zespołu Szkół Medycznych) w Bydgoszczy
  - IX Liceum Ogólnokształcące w Bydgoszczy
  - XI Liceum Ogólnokształcące Mistrzostwa Sportowego w Bydgoszczy
  - XII Liceum Ogólnokształcące w Bydgoszczy
  - XIII Liceum Ogólnokształcące w Bydgoszczy
  - XIV Liceum Ogólnokształcące w Bydgoszczy
  - XV Liceum Ogólnokształcące w Bydgoszczy
  - XVII Liceum Ogólnokształcące dla Słabo Słyszących
  - XVIII Liceum Ogólnokształcące im. Louisa Braille’a w Bydgoszczy
  - Katolickie Liceum Ogólnokształcące im. króla Jana III Sobieskiego w Bydgoszczy
  - Liceum Ogólnokształcące Towarzystwa Salezjańskiego w Bydgoszczy
- Technika: 30
  - Technikum Ekonomiczne
- Technika: 30
  - Zespół Szkół Budowlanych w Bydgoszczy
  - Zespół Szkół Gastronomicznych w Bydgoszczy
  - Zespół Szkół Elektronicznych im. Wojska Polskiego w Bydgoszczy
  - Zespół Szkół Samochodowych w Bydgoszczy
- Branżowe Szkoły I Stopnia: 13
- Szkoły ponadgimnazjalne dla dorosłych: 36; uczniowie: 4464
- Szkoły policealne i pomaturalne: 45; uczniowie: 4820